# Youjiang
Youjiang är ett stadsdistrikt och säte för stadsfullmäktige i Baise i den autonoma regionen Guangxi i sydligaste Kina.